# Cyrix Cx486
De Cyrix Cx486 was een x86-microprocessor (cpu) ontworpen door Cyrix. Deze chip concurreerde voornamelijk met de Intel 486 waarmee het softwarecompatibel was. Ook werkte de chip op dezelfde moederborden, mits de juiste ondersteuning door het BIOS beschikbaar was. In prestatiebenchmarks kon het met Intel vergelijkbare prestaties overleggen. De chip concurreerde ook met AMD en UMC.

## Varianten
De Cyrix Cx486 werd gedurende de productieduur uitgebracht in verschillende edities met uiteenlopende kloksnelheden en voltages. De eerst uitgebrachte processor was de Cx486S, een chip met kloksnelheden van 25 tot 40 MHz. De Cx486DLC was een afgeleide processor die gebruikt werd om 386 computers te upgraden. Daarna volgden Cx486DX-varianten, met snelheden van 33 tot 50 MHz. In het snellere segment werd in september 1993 de Cx486DX2 uitgebracht, bedoeld om te concurreren met de Intel 80486DX2. Deze chips kenden kloksnelheden van 50 tot 80 MHz. Aan het einde van de levensspanne van de chip verscheen in september 1995 nog de Cx486DX4, een processor met 100 MHz.